# Oude toren (Dilsen)

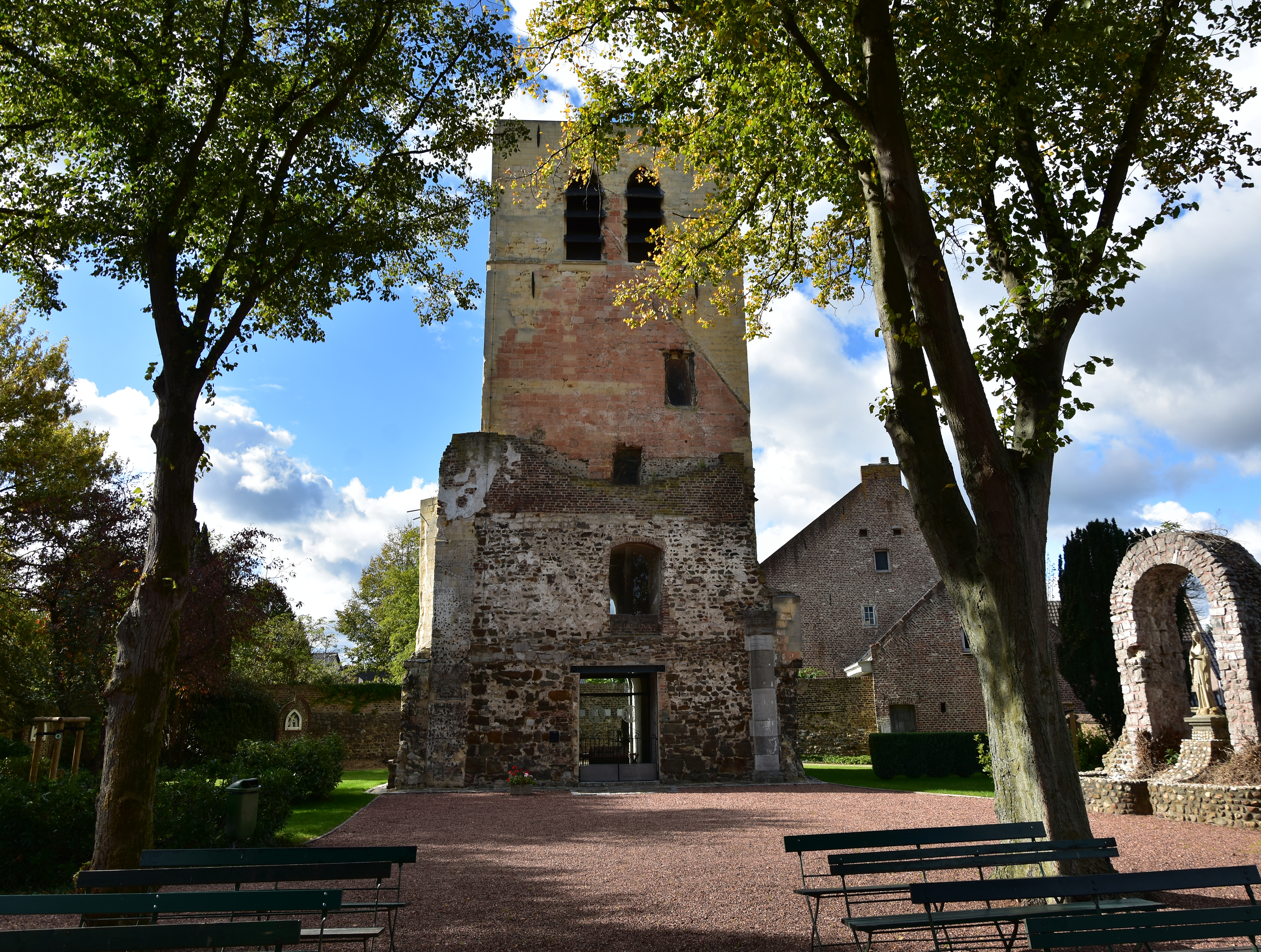
De oude toren

De Oude toren is de torenruïne van de voormalige Sint-Martinuskerk van Dilsen, in de Belgisch provincie Limburg. De toren bevindt zich in het gehucht Oud-Dilsen bij het Mariapark.

## Geschiedenis
De parochie van Dilsen is zeer oud, en dateert van de Karolingische periode. De eerste kerk lag iets zuidelijker, nabij de Vrietselbeek. In 1920 werden daar overblijfselen van een kerkje ontdekt. Vervolgens bouwde men op de plaats van de huidige oude toren een nieuwe kerk die men in 1250 verving door een grotere. Omstreeks 1550 was ze in vervallen staat waarop ze werd hersteld en vergroot. In 1556 werd ze ingewijd, maar in 1590 door Spaanse troepen in brand gestoken.
De kerk werd herbouwd. In 1604 kwam het koor, en in 1617 het schip klaar. De toren had weinig schade geleden en kon nog worden hersteld.
Begin 20e eeuw was de bevolking toegenomen en had de grootste bevolkingsconcentratie zich naar het westen verplaatst. Daar werd de nieuwe Sint-Martinuskerk gebouwd, die in 1912 gereed kwam. De oude kerk werd, op de toren na, gesloopt.

## Heden
De toren heeft drie geledingen. De onderste geleding, uitgevoerd in Maaskeien, is een restant van de kerk van 1250. In 1851 werd ze nog omkleed met gebouchardeerde kalksteen. De overige geledingen stammen van de kerk van 1550 en zijn uitgevoerd in mergelsteen. Het dak van de toren is verdwenen. In het derde kwartaal van de 18e eeuw werd nog een classicistisch rondboogportaal in de westgevel aangebracht. Enkele 18de-eeuwse grafstenen werden in de toren ingemetseld. Enkele restanten van de oude kerk: De dakhelling en een zuil met Maaskapiteel, bleven zichtbaar.

## Galerij

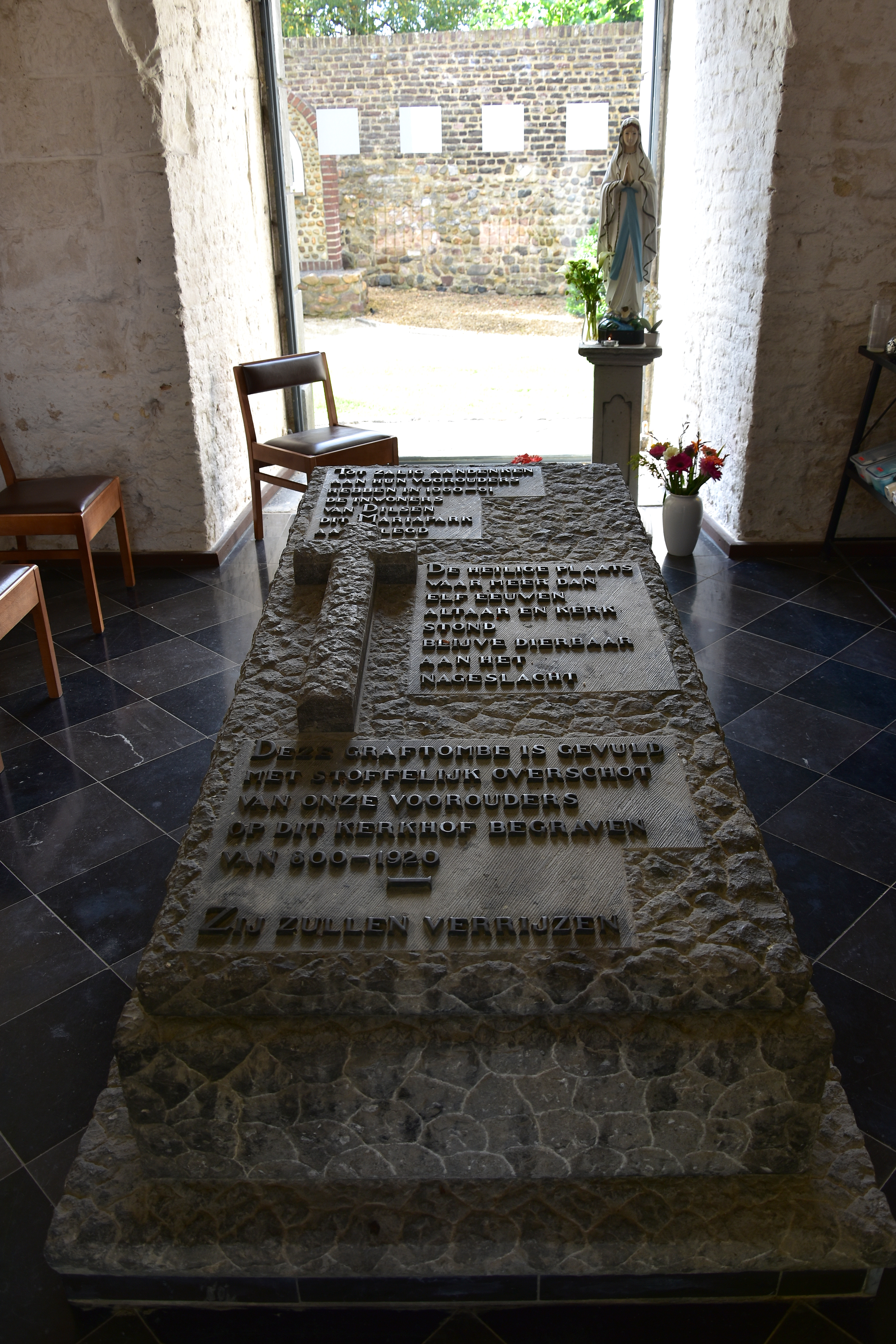
De tombe met menselijke resten van het voormalig kerkhof
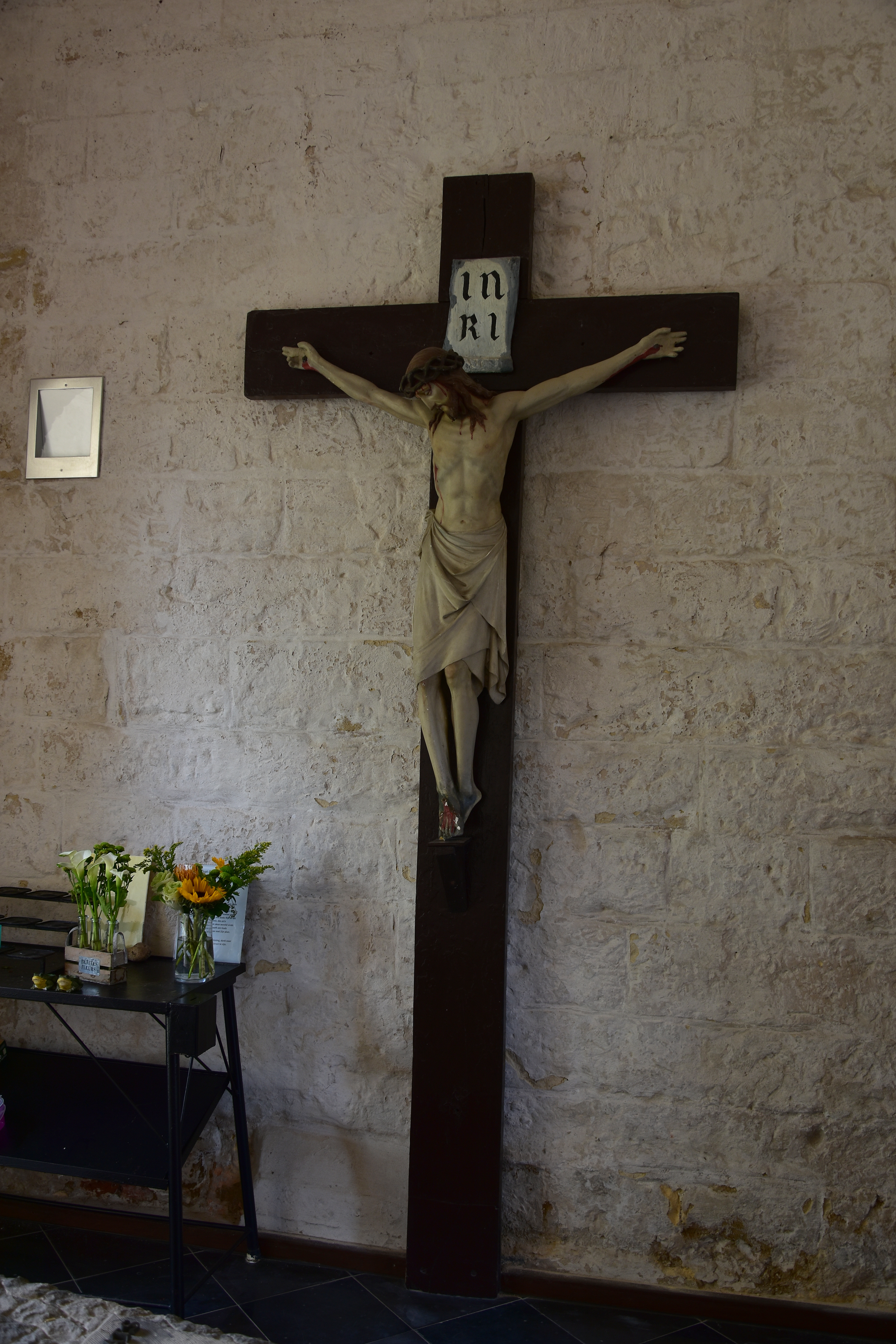
Kruisbeeld in de toren
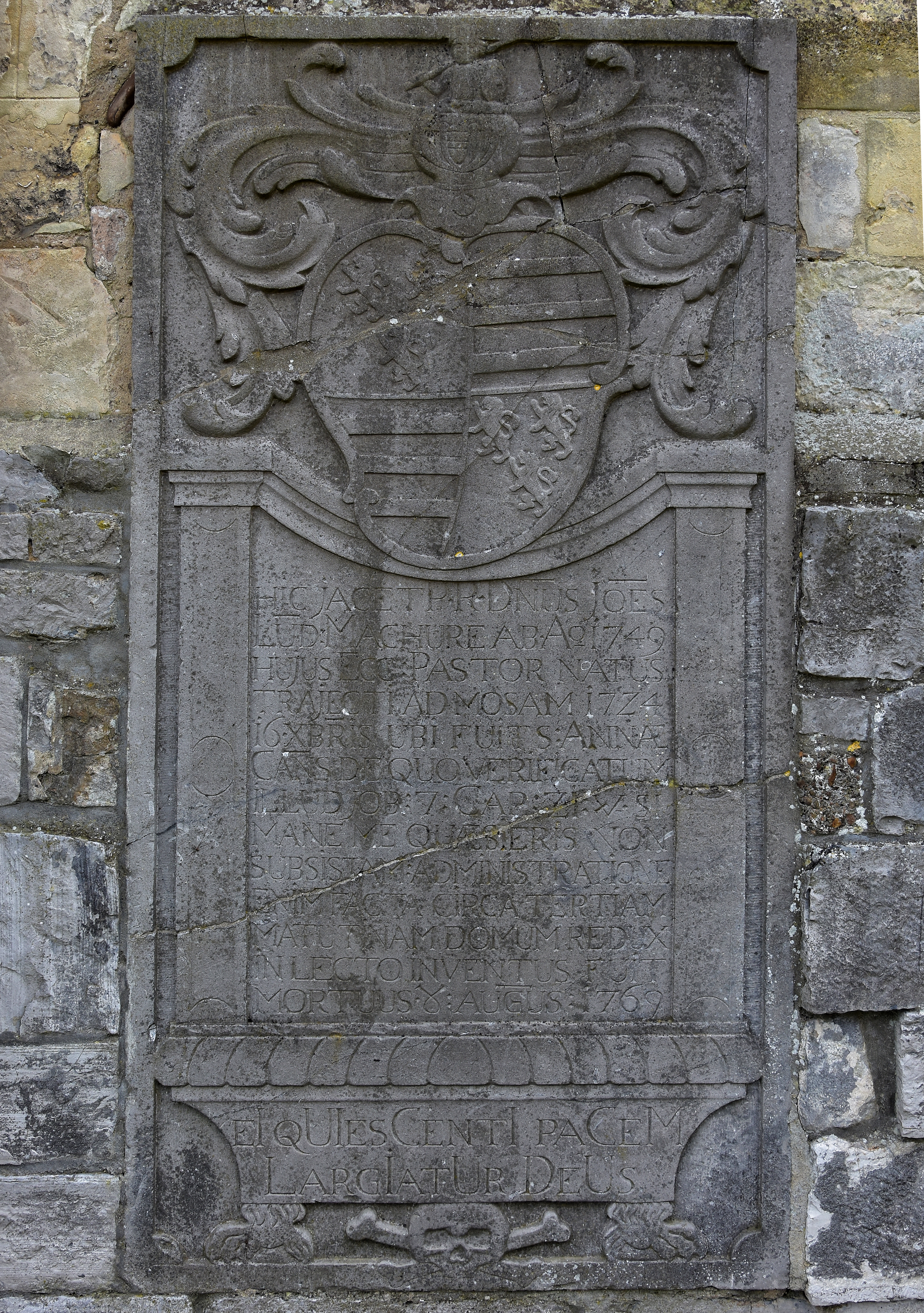
Grafsteen in de muur van de toren